# Сидоренко, Евгений Александрович
Евге́ний Александрович Сидоре́нко (рум. Eugen Sidorenco; род. 19 марта 1989, Кишинёв, Молдавская ССР, СССР) — молдавский футболист, полузащитник и нападающий. Выступал за сборную Молдовы.

## Карьера

### Клубная
Первым профессиональным клубом Сидоренко стал «Зимбру» из Кишинёва, за который он выступал в 2007—2012 годах. За это время футболист принял участие в 110 матчах чемпионата Молдовы, в которых отметился 12 забитыми голами.
Летом 2012 года перебрался в израильский клуб «Хапоэль» из города Нацрат-Иллит. За сезон в первой израильской лиге футболист сыграл в 33 матчах и забил 6 голов.
27 июня 2013 года было объявлено о том, что футболист подписал контракт с российским клубом «Томь». В первой половине сезона 2013/14 принял участие в 6 матчах «Томи» в Премьер-лиге, после чего в зимний перерыв отправился в аренду до конца сезона в дзержинский «Химик». В первенстве ФНЛ сыграл за «Химик» в 9 играх.

### В сборной
В национальной сборной Молдовы дебютировал 26 мая 2010 года в товарищеском матче против сборной Азербайджана. До осени 2012 года принимал участие только в товарищеских играх своей сборной, пока 7 сентября не вышел на поле в отборочном матче к чемпионату мира 2014 против сборной Англии.
7 июня 2013 года в отборочном матче к чемпионату мира 2014 забил свой первый гол за национальную команду в ворота сборной Польши. Ещё через неделю оформил дубль в товарищеской игре против Кыргызстана.
Стал лучшим бомбардиром команды (4 гола) в отборочном турнире ЧМ-2014.

## Статистика

### Клубная
| Клуб                   | Сезон            | Лига | Лига | Кубки | Кубки | Еврокубки | Еврокубки | Прочее | Прочее | Итого | Итого |
| Клуб                   | Сезон            | Игры | Голы | Игры  | Голы  | Игры      | Голы      | Игры   | Голы   | Игры  | Голы  |
| ---------------------- | ---------------- | ---- | ---- | ----- | ----- | --------- | --------- | ------ | ------ | ----- | ----- |
| Зимбру                 | 2007/08          | 7    | 1    | ?     | ?     | 0         | 0         | 0      | 0      | 7     | 1     |
| Зимбру                 | 2008/09          | 24   | 0    | ?     | ?     | 0         | 0         | 0      | 0      | 24    | 0     |
| Зимбру                 | 2009/10          | 28   | 3    | ?     | ?     | 4         | 0         | 0      | 0      | 32    | 3     |
| Зимбру                 | 2010/11          | 26   | 6    | ?     | ?     | 0         | 0         | 0      | 0      | 26    | 6     |
| Зимбру                 | 2011/12          | 25   | 2    | ?     | ?     | 0         | 0         | 0      | 0      | 25    | 2     |
| Зимбру                 | Итого            | 110  | 12   | 0     | 0     | 4         | 0         | 0      | 0      | 114   | 12    |
| Томь                   | 2013/14          | 6    | 0    | 1     | 0     | 0         | 0         | 0      | 0      | 7     | 0     |
| Томь                   | Итого            | 6    | 0    | 1     | 0     | 0         | 0         | 0      | 0      | 7     | 0     |
| Химик (Дзержинск)      | 2013/14          | 9    | 0    | 0     | 0     | 0         | 0         | 0      | 0      | 9     | 0     |
| Химик (Дзержинск)      | Итого            | 9    | 0    | 0     | 0     | 0         | 0         | 0      | 0      | 9     | 0     |
| Хапоэль (Нацрат-Иллит) | 2012/13          | 33   | 6    | ?     | ?     | 0         | 0         | 0      | 0      | 33    | 6     |
| Хапоэль (Нацрат-Иллит) | 2014/15          | 25   | 3    | ?     | ?     | 0         | 0         | 0      | 0      | 25    | 3     |
| Хапоэль (Нацрат-Иллит) | 2015/16          | 4    | 1    | ?     | ?     | 0         | 0         | 0      | 0      | 4     | 1     |
| Хапоэль (Нацрат-Иллит) | Итого            | 62   | 10   | 0     | 0     | 0         | 0         | 0      | 0      | 62    | 10    |
| Милсами                | 2016/17          | 23   | 3    | 0     | 0     | 0         | 0         | 0      | 0      | 23    | 3     |
| Милсами                | 2017             | 12   | 1    | 0     | 0     | 0         | 0         | 0      | 0      | 12    | 1     |
| Милсами                | Итого            | 35   | 4    | 0     | 0     | 0         | 0         | 0      | 0      | 35    | 4     |
| Всего за карьеру       | Всего за карьеру | 222  | 26   | 1     | 0     | 4         | 0         | 0      | 0      | 227   | 26    |

### В сборной
| Матчи и голы Евгения Сидоренко за сборную Молдовы | Матчи и голы Евгения Сидоренко за сборную Молдовы | Матчи и голы Евгения Сидоренко за сборную Молдовы | Матчи и голы Евгения Сидоренко за сборную Молдовы | Матчи и голы Евгения Сидоренко за сборную Молдовы | Матчи и голы Евгения Сидоренко за сборную Молдовы |
| №                                                 | Дата                                              | Соперник                                          | Счёт                                              | Голы                                              | Соревнование                                      |
| ------------------------------------------------- | ------------------------------------------------- | ------------------------------------------------- | ------------------------------------------------- | ------------------------------------------------- | ------------------------------------------------- |
| 1                                                 | 26 мая 2010                                       | Азербайджан                                       | 1:1                                               | -                                                 | Товарищеский матч                                 |
| 2                                                 | 10 августа 2011                                   | Кипр                                              | 2:3                                               | -                                                 | Товарищеский матч                                 |
| 3                                                 | 29 февраля 2012                                   | Беларусь                                          | 0:0                                               | -                                                 | Товарищеский матч                                 |
| 4                                                 | 23 мая 2012                                       | Венесуэла                                         | 0:4                                               | -                                                 | Товарищеский матч                                 |
| 5                                                 | 26 мая 2012                                       | Сальвадор                                         | 0:2                                               | -                                                 | Товарищеский матч                                 |
| 6                                                 | 7 сентября 2012                                   | Англия                                            | 0:5                                               | -                                                 | Отборочные матчи ЧМ-2014                          |
| 7                                                 | 22 марта 2013                                     | Черногория                                        | 0:1                                               | -                                                 | Отборочные матчи ЧМ-2014                          |
| 8                                                 | 26 марта 2013                                     | Украина                                           | 1:2                                               | -                                                 | Отборочные матчи ЧМ-2014                          |
| 9                                                 | 7 июня 2013                                       | Польша                                            | 1:1                                               | 1                                                 | Отборочные матчи ЧМ-2014                          |
| 10                                                | 14 июня 2013                                      | Кыргызстан                                        | 2:1                                               | 2                                                 | Товарищеский матч                                 |
| 11                                                | 14 августа 2013                                   | Андорра                                           | 1:1                                               | -                                                 | Товарищеский матч                                 |
| 12                                                | 6 сентября 2013                                   | Англия                                            | 0:4                                               | -                                                 | Отборочные матчи ЧМ-2014                          |
| 13                                                | 11 октября 2013                                   | Сан-Марино                                        | 3:0                                               | 2                                                 | Отборочные матчи ЧМ-2014                          |
| 14                                                | 15 октября 2013                                   | Черногория                                        | 5:2                                               | 1                                                 | Отборочные матчи ЧМ-2014                          |
| 15                                                | 18 ноября 2013                                    | Литва                                             | 1:1                                               | -                                                 | Товарищеский матч                                 |
| 16                                                | 20 января 2014                                    | Польша                                            | 0:1                                               | -                                                 | Товарищеский матч                                 |
| 17                                                | 5 марта 2014                                      | Андорра                                           | 3:0                                               | -                                                 | Товарищеский матч                                 |
| 18                                                | 24 мая 2014                                       | Саудовская Аравия                                 | 4:0                                               | -                                                 | Товарищеский матч                                 |
| 19                                                | 27 мая 2014                                       | Канада                                            | 1:1                                               | 1                                                 | Товарищеский матч                                 |
| 20                                                | 7 июня 2014                                       | Камерун                                           | 0:1                                               | -                                                 | Товарищеский матч                                 |

Итого: 20 матчей / 7 голов; 5 побед, 6 ничьих, 9 поражений.